# Miriam Margolyes
Miriam Margolyes (Oxford, 18 maggio 1941) è un'attrice britannica naturalizzata australiana.

## Biografia
Figlia unica di Joseph Margolyes e Ruth Walters, Miriam Margolyes è cresciuta a Oxford e ha studiato letteratura inglese al Newnham College dell'Università di Cambridge. L'attrice è entrata nel mondo dello spettacolo come interprete teatrale e ha continuato a recitare sulle scene per tutta la sua carriere, comparendo in musical e opere di prosa a Londra, Broadway, Los Angeles e in Australia.
Nel 1993 ha vinto il BAFTA alla migliore attrice non protagonista per il ruolo interpretato ne L'età dell'innocenza.
Ha interpretato inoltre la professoressa Sprite nella serie cinematografica su Harry Potter e la fata Grunilda nella serie televisiva Merlin.

## Vita privata
Miriam Margolyes è lesbica e ha una relazione con Heather Sutherland dal 1967.

## Filmografia parziale

### Cinema
- Stand Up, Virgin Soldiers, regia di Norman Cohen (1977)
- Alla 39ª eclisse (The Awakening), regia di Mike Newell (1980)
- The Good Father - Amore e rabbia (The Good Father), regia di Mike Newell (1985)
- La piccola bottega degli orrori (Little Shop of Horrors), regia di Frank Oz (1986)
- Little Dorrit, regia di Christine Edzard (1988)
- Ti amerò... fino ad ammazzarti (I Love You to Death), regia di Lawrence Kasdan (1990)
- Uno sconosciuto alla porta (Pacific Heights), regia di John Schlesinger (1990)
- L'altro delitto (Dead Again), regia di Kenneth Branagh (1991)
- L'età dell'innocenza (The Age of Innocence), regia di Martin Scorsese (1993)
- Amata immortale (Immortal Beloved), regia di Bernard Rose (1994)
- Balto, regia di Simon Wells (1995)
- Romeo + Giulietta di William Shakespeare (William Shakespeare's Romeo + Juliet), regia di Baz Luhrmann (1996)
- Le donne non sono tutte uguali (Different for Girl), regia di Richard Spence (1996)
- Sunshine (A napfény íze), regia di István Szabó (1999)
- Giorni contati - End of Days (End of Days), regia di Peter Hyams (1999)
- Magnolia, regia di Paul Thomas Anderson (1999)
- Come cani e gatti (Cats & Dogs), regia di Lawrence Guterman (2001)
- Alone - Riesci a sentire la paura? (Alone) regia di Phil Claydon (2002)
- Bara con vista (Plots with a View), regia di Nick Hurran (2002)
- Harry Potter e la camera dei segreti (Harry Potter and the Chamber of Secrets), regia di Chris Columbus (2002)
- Amori in corsa (Chasing Liberty), regia di Andy Cadiff (2004)
- Tu chiamami Peter (The Life and Death of Peter Sellers), regia di Stephen Hopkins (2004)
- Ladies in Lavender, regia di Charles Dance (2004)
- La diva Julia - Being Julia (Being Julia), regia di István Szabó (2004)
- I colori dell'anima (Modigliani), regia di Mick Davis (2004)
- Harry Potter e i Doni della Morte - Parte 2 (Harry Potter and the Deathly Hallows - Part 2), regia di David Yates (2011)
- Parto con mamma (The Guilt Trip), regia di Anne Fletcher (2012)
- Dickens - L'uomo che inventò il Natale (The Man Who Invented Christmas), regia di Bharat Nalluri (2017)
- Miss Fisher e la cripta delle lacrime (Miss Fisher and the Crypt of Tears), regia di Tony Tilse (2020)
- Fuga dalla realtà (My Happy Ending), regia di Sharon Maymon e Tal Granit (2023)

### Televisione
- The Black Adder – serie TV, episodio 1x04 (1983)
- Blackadder II – serie TV, episodio 1x05 (1986)
- Dharma & Greg – serie TV, episodio 4x05 (2000)
- Miss Marple (Agatha Christie's Marple) – serie TV, episodio 1x02 (2004)
- Kingdom – serie TV, episodio 2x04 (2008)
- Merlin – serie TV, episodio 3x06 (2010)
- Miss Fisher - Delitti e misteri (Miss Fisher's Murder Mysteries) - serie TV, 9 episodi (2012-2015)
- Trollied – serie TV, 8 episodi (2014)
- Plebs – serie TV, episodio 3x04 (2016)
- L'amore e la vita - Call the Midwife (Call the Midwife) – serie TV, 7 episodi (2018-2021)

### Doppiatrice
- Babe - Maialino coraggioso (Babe), regia di Chris Noonan (1995)
- James e la pesca gigante (James and the Giant Peach), regia di Henry Selick (1996)
- Mulan, regia di Tony Bancroft, Barry Cook (1998)
- Happy Feet, regia di George Miller (2006)
- Giù per il tubo (Flushed Away), regia di David Bowers e Sam Fell (2006)
- Il regno di Ga'Hoole - La leggenda dei guardiani (Legend of the Guardians: The Owls of Ga'Hoole), regia di Zack Snyder (2010)
- L'ape Maia - Il film (Maya the Bee Movie), regia di Alexs Sadermann (2014)
- Bottersnikes & Gumbles, serie animata (2015-in corso)
- Vampiretto (The Little Vampire 3D), regia di Richard Claus e Karsten Kiilerich (2017)
- I primitivi (Early Man), regia di Nick Park (2018)

## Teatro (parziale)
- Fiddler on the Roof, di Sheldon Harnick, Jerry Bock, Joe Masteroff. Tour britannico (1970)
- L'opera da tre soldi, di Bertolt Brecht e Kurt Weill. Piccadilly Theatre di Londra (1972)
- Il diavolo bianco (o Vittoria Corombona), di John Webster. Old Vic di Londra (1976)
- Settimo cielo, di Caryl Churchill. Royal Court Theatre di Londra (1978)
- Un uomo è un uomo, di Bertolt Brecht. Almeida Theatre di Londra (1986)
- La discesa di Orfeo, di Tennessee Williams. Haymarket Theatre di Londra (1989)
- Ella si umilia per vincere, di Oliver Goldsmith. West End di Londra (1993)
- Il giardino dei ciliegi, di Anton Čechov. Theatre Royal di York (1999)
- Romeo e Giulietta, di William Shakespeare. Ahmanson Theater di Los Angeles (2001)
- La via del mondo, di William Congreve. Sydney Theatre di Sydney (2003)
- Spirito allegro, di Noël Coward. Melbourne Theatre Company di Melbourne (2004)
- L'importanza di chiamarsi Ernesto, di Oscar Wilde. Ahmanson Theater di Los Angeles (2006)
- Wicked, di Stephen Schwartz e Winnie Holzman. Apollo Victoria Theatre di Londra (2006)
- Wicked, di Stephen Schwartz e Winnie Holzman. Gershwin Theatre di Broadway (2008)
- Finale di partita, di Samuel Beckett. Duchess Theatre di Londra (2009)
- Me and My Girl, di Noel Gay e Douglas Furber. Crucible Theatre di Sheffield (2010)

## Doppiatrici italiane
Nelle versioni in italiano delle opere in cui ha recitato, Miriam Margolyes è stata doppiata da:
- Lorenza Biella in Bara con vista, La diva Julia - Being Julia, Miss Fisher - Delitti e misteri, Miss Fisher e la cripta delle lacrime
- Graziella Polesinanti in Miss Marple, Star System - Se non ci sei non esisti, Parto con Mamma
- Franca Lumachi in Harry Potter e la camera dei segreti,  Harry Potter e i doni della morte - parte 2
- Rita Savagnone in Romeo + Giulietta di William Shakespeare, I colori dell'anima
- Anna Rita Pasanisi in The Good Father - Amore e rabbia, Come cani & gatti
- Anna Rita Pasanisi in Amore e rabbia, Come cani e gatti
- Deddi Savagnone in Alla 39ª eclisse
- Isa Di Marzio Amore e magia
- Francesca Palopoli in L'età dell'innocenza
- Manuela Andrei in Ti amerò... fino ad ammazzarti
- Stefanella Marrama in Dharma & Greg
- Miranda Bonansea in Giorni contati - End of Days
- Sonia Scotti in Tu chiamami Peter
- Ludovica Modugno in Ladies in Lavender
- Paola Giannetti in Merlin
- Marzia Ubaldi in Dickens - L'uomo che inventò il Natale
- Cinzia De Carolis in L'amore e la vita - Call the Midwife

Da doppiatrice è sostituita da:
- Stefanella Marrama in James e la pesca gigante, Giù per il tubo, Happy Feet, I primitivi
- Franca Lumachi in Mulan
- Angiola Baggi in Babe, maialino coraggioso
- Graziella Polesinanti in Vampiretto
- Emilia Costa in Bottersnikes & Gumbles
- Cristina Noci ne Il Regno di Ga'Hoole - La leggenda dei Guardiani
- Maria Pia Di Meo in L'ape Maia - Il film
- Daniela D'Angelo in Hilda